# ピーター・ウィリアムス
ピーター・ウィリアムス（Peter Williams, 1917年11月3日 - 2007年10月16日）とは1949年から2002年まで、東宝・東映・20世紀のスタジオで英語圏のキャラクターを演じたアメリカの俳優である。エディアラブプロに所属していた。

## 出演

### 映画
- 美貌の園（前後篇）(1956年,  杉岡次郎監督)  - シャルル・ロスタン
- 現代無宿 (1958年,  大曾根辰保監督)  - 仲間の外人
- 群衆の中の殺人 (1958年,  中川順夫監督,  新東宝) - ハンク
- ソ連脱出 女軍医と偽狂人 (1958年, 曲谷守平監督, 新東宝) - ソ連軍医中尉
- 第五福竜丸 (1959年,  新藤兼人監督,  大映) - 米大使代理
- ジャン・有馬の襲撃 (1959年,  伊藤大輔監督) - 船長カストロ
- 契約結婚 (1961年,  渡辺祐介監督, 新東宝) - 三原教授
- 桜田門 (1961年,  西山正輝監督,  大映) - タウンゼンド・ハリス
- 続次郎長社長と石松社員 (1961年, 渡辺邦男監督,  ニュー東映) - ジョン・マクドナルド
- 堂堂たる人生 (1961年,  牛原陽一監督,  日活)  - シュテッカー
- 続新入社員十番勝負 サラリーマン一刀流  (1962年,  岩城英二監督,  東宝)  -  フェルナンデス
- 私たちの結婚（1962年、篠田正浩監督、松竹） - バーニー
- 続・図々しい奴  (1964年,  瀬川昌治監督, 東映) - マッコイ大佐
- 博徒ざむらい  (1964年,  森一生監督,  大映)  - バーネット
- 若親分喧嘩状  (1966年,  池広一夫監督, 大映) - ヴィクトル
- 陸軍中野学校  (1966年,  増村保造監督, 大映) - ラルフ・ベントリー
- ギャングの帝王  (1967年,  降旗康男監督, 東映) - マーチン少佐
- さらばモスクワ愚連隊  (1968年,  堀川弘通監督,  東宝) -  楽譜の闇屋
- ガメラ対宇宙怪獣バイラス  (1968年, 湯浅憲明監督, 大映) -  ドビー博士
- 日本海大海戦（1969年，丸山誠治監督，東宝） - ネボガトフ司令官[1]

### テレビ
- ジャイアントロボ 第6話「忍者怪獣ドロゴン」（1967年、折田至監督、NET） - 潜水艦艦長
- マイティジャック 第5話「メスと口紅」（1968年、小林恒夫監督、CX） - ヨゼフ・メンゲル
- ウルトラセブン 第38話「勇気ある戦い」（1968年、飯島敏宏監督、TBS） - ユグレン博士